# Jimmy Fallon
James Thomas Fallon, Jr. (Nueva York, 19 de septiembre de 1974), más conocido como Jimmy Fallon, es un comediante, presentador de televisión y actor estadounidense. Es el conductor del programa de televisión The Tonight Show Starring Jimmy Fallon, un talk show nocturno que se transmite de lunes a viernes en NBC. Antes de este programa, Fallon se hizo conocido por su trabajo en Late Night with Jimmy Fallon y Saturday Night Live, así como también por sus apariciones en varias películas.

## Biografía
Fallon nació en Brooklyn, Nueva York, hijo de Gloria y James Thomas Fallon, Sr., un veterano de la guerra de Vietnam. Su familia se estableció en Saugerties, Nueva York, mientras su padre trabajaba en IBM en la ciudad cercana de Kingston. En su niñez, él y su hermana, Gloria, repetían en casa los sketchs (sin contenido adulto) de Saturday Night Live que sus padres les grababan en vídeo. Fallon era un gran admirador de Saturday Night Live, programa que veía todas las semanas. En su adolescencia impresionó a sus padres con diferentes imitaciones, una de las primeras fue la de James Cagney. Además desde joven tenía inquietudes musicales. Comenzó a tocar la guitarra a los 13 años.

### Educación
Jimmy Fallon asistió al colegio parroquial St. Mary of the Snow, de orientación católica, y al Saugerties High School, del cual fue expulsado, debido a un incidente donde se supone presionó una alarma para incendios. Se graduó en 1992 y asistió al The College of Saint Rose en Albany, Nueva York. Comenzó estudiando Ciencias de la computación pero se cambió a Comunicación. El 9 de mayo de 2009, Fallon se licenció en Comunicación. Además se doctoró en The College of Saint Rose (Albany).

## Carrera

### Comediastand-up
Su madre le habló de un concurso de parodias en el club de comedia "Bananas", en Poughkeepsie. Fallon se presentó con una rutina de monólogos que trataba sobre los muñecos troll. Ganó el concurso y nada más terminar sus estudios comenzó a hacer actuaciones de comedia en vivo por todo del país. En Los Ángeles, tomó clases de improvisación con The Groundlings.

### Comienzos
Fallon realizó su primera aparición en la película The Scheme (originalmente titulada The Entrepreneurs). Su única frase en Father's Day fue cortada, pero se le puede ver en algunas escenas. En 1998 Fallon apareció brevemente en la serie de televisión Spin City en la segunda temporada, interpretando a un hombre que vende fotografías. Más tarde en 1998, Fallon estaba estudiando en el Teatro Groundlings en Los Ángeles, cuando fue llamado para una audición en Nueva York para el prestigioso show, Saturday Night Live. Fallon hizo sus imitaciones de Jerry Seinfeld, French Stewart, Pat O'Brien, Chris Rock, Hilary Swank, Gilbert Gottfried, y Adam Sandler, muchos de los cuales hicieron reír al productor Lorne Michaels. Fallon también realizó interpretaciones musicales como Eddie Vedder de Pearl Jam, Adam Duritz de Counting Crows, Alanis Morissette, y Robert Smith de The Cure.

### Saturday Night Live
Las interpretaciones de Fallon lo asentaron en Saturday Night Live como actor invitado durante la temporada de 1998-1999, y luego fue promocionado a miembro pleno del equipo durante el verano de 1999. Se convirtió en coconductor del Weekend Update (sketch muy popular en el programa) junto a Tina Fey en el año 2000. Fallon abandonó SNL en 2004 para dedicarse al cine.

### Otros trabajos

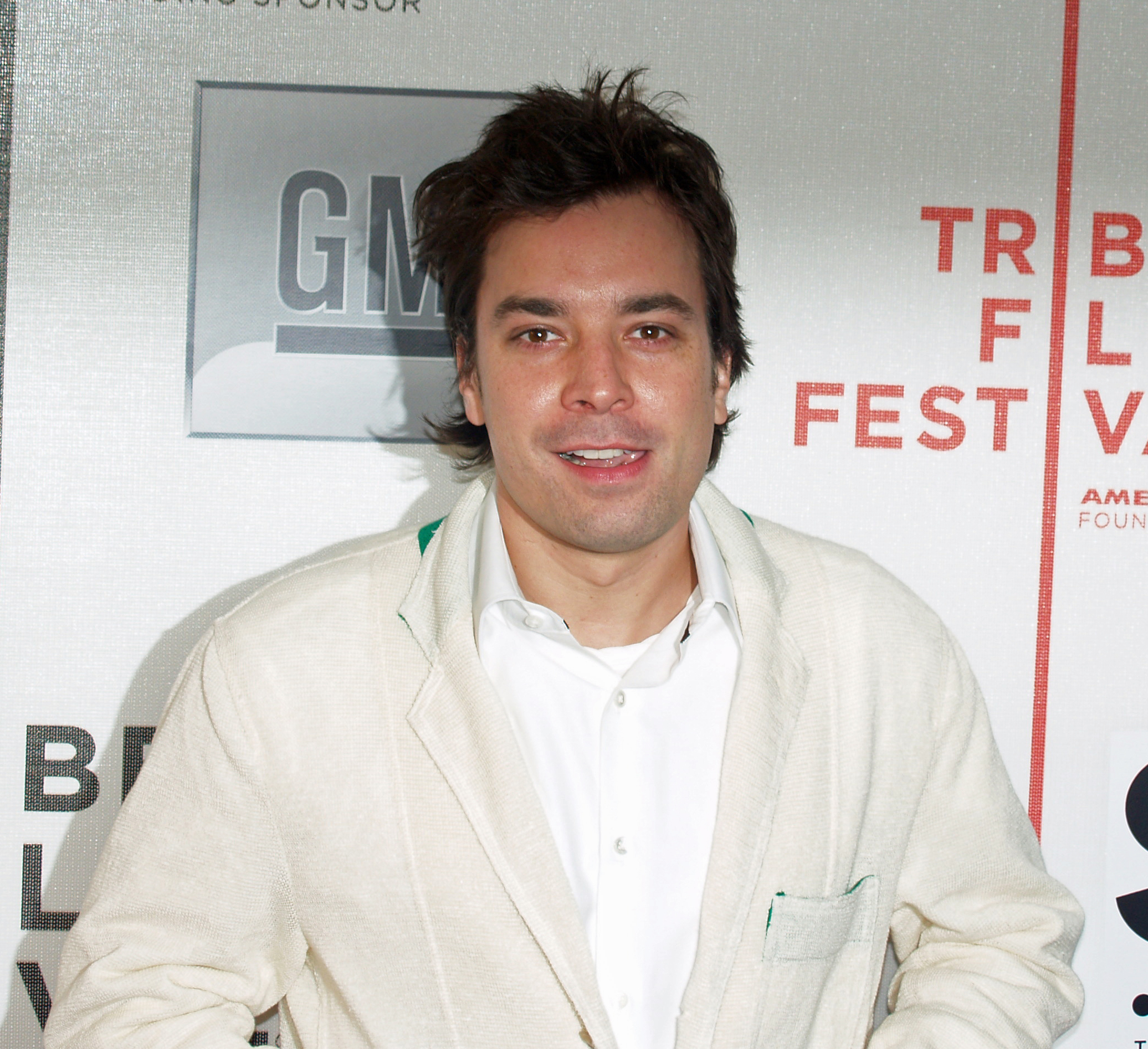
Fallon en abril de 2007.

Fallon participó en las películas Taxi, Anything Else, Almost Famous, Fever Pitch, Band of Brothers, Doogal, Factory Girl y Whip It. Ocasionalmente hace monólogos en el Club de la Comedia de Nueva York.
En 2002, Fallon lanzó el álbum de comedia The Bathroom Wall. Fue nominado al Premio Grammy en 2003. Fallon fue coconductor de la entrega de los Premios MTV en el 2001, junto a Kirsten Dunst. Condujo también la entrega de estos premios al año siguiente, pero en solitario.
Fallon volvió a conducir los premios MTV en el año 2005. Fue nombrado una de las "50 personas más hermosas" por la revista People en 2002, un honor al que Fallon encuentra embarazoso.
En 2006, protagonizó "Spontaneous Combustion", un comercial de televisión de Pepsi, junto a la actriz Parker Posey.
En 2007, escribió la canción "Car Wash for Peace" y donó los beneficios a la caridad. Interpretó la canción en The Tonight Show y The View y dedicó una página en MySpace a esta causa.
Fallon, junto a su hermana Gloria, escribió I Hate This Place: The Pessimist's Guide to Life para TV Books en 1999. Se anticipó un segundo libro, que aún no fue lanzado, que se titularía "I Hate This Place 2: Tokyo Drift." Además escribió un libro para chicos, ilustrado por Adam Stower, titulado Snowball Fight.

### Late Night with Jimmy Fallon
Jimmy Fallon sucedió a Conan O'Brien como conductor del programa de NBC Late Night tras la salida de O'Brien para conducir The Tonight Show en 2009.
El programa titulado Late Night with Jimmy Fallon, salió al aire el 2 de marzo de 2009 siendo sus primeros invitados Robert De Niro, Justin Timberlake y Van Morrison. Los invitados durante la primera semana fueron, entre otros, Tina Fey, The Miz, Jon Bon Jovi, Cameron Diaz, Donald Trump y Drew Barrymore. El programa siguió con invitados como Sylvester Stallone, Morgan Freeman, y hasta Michelle Obama, la esposa del presidente Obama, fue invitada al programa.

### The Tonight Show
En abril de 2013, NBC confirmó que Fallon será el sucesor de Jay Leno al frente del The Tonight Show, a partir del 17 de febrero de 2014, llamado desde entonces The Tonight Show Starring Jimmy Fallon.
Desde que conduce el programa, la audiencia del late night más famoso de Estados Unidos está siempre a la cabeza y su canal de Youtube recibe millones de visualizaciones.[cita requerida]

## Vida personal
Fallon se casó con la productora Nancy Juvonen el 22 de diciembre de 2007. El 23 de julio de 2013, nació la primera hija de Fallon, con Nancy Juvonen, Winnie Rose Fallon. El 8 de diciembre de 2014, nació su segunda hija, Frances Cole.

## Trabajos en televisión
- Spin City: The Marrying Men (1998) (sin acreditar)
- Saturday Night Live (1998-2004)
- SNL Fanatic (2000)
- Sex and the Matrix (2000)
- Band of Brothers (2001)
- Yes, Dear (2003-presente)
- Night of Too Many Stars: An Overbooked Event for Autism Education (2006)
- Late Night with Jimmy Fallon (2009-2014)
- Family Guy (2009)
- 30 Rock (2009)
- Gossip Girl (2009)
- Parks and Recreation (2009-2015)
- iCarly en la película para TV: iShock America (en español Sorprendiendo a América) (2012)
- The Tonight Show Starring Jimmy Fallon (2014-presente)
- Comedians in Cars Getting Coffee (2014)

## Filmografía
- Almost Famous (2000)
- Anything Else (2003)
- The Entrepreneurs (2003)
- Taxi (2004)
- Fever Pitch (2005)
- Doogal (2006) (voz)
- Arthur y los Minimoys (2006) (voz)
- Factory Girl (2006)
- The Year of Getting to Know Us (2008)
- Whip It (2009)
- Jurassic World (cameo) (2015)
- The Boys (cameo) (2019)
- Spirited (2022) (cameo)

## Discografía

### Álbumes
- The Bathroom Wall (2002)
- Blow Your Pants Off (2012)
- Holiday Seasoning (2024)

### Sencillos
- "Idiot Boyfriend" (2002)
- "Ew!" ft. will.i.am (2014)